# 강화 전등사 대웅전 후불탱
강화 전등사 대웅보전 후불탱(江華 傳燈寺 大雄殿 後佛幀)은 인천광역시 강화군 길상면 전등사에 있는 일제강점기의 불화이다. 2002년 12월 23일 인천광역시의 문화재자료 제21호로 지정되었다.
이 불화는 가로로 긴 화면에 중앙에는 석가여래를 그리고 그 양쪽에는 아미타여래와 약사여래를 함께 그린 삼세불도이다.

## 참고 자료
- 전등사 대웅보전 후불탱 - 국가유산청 국가유산포털
- 전등사 대웅보전 후불탱 - 한국민족문화대백과사전